# Teoria astronomica delle glaciazioni
La teoria astronomica delle glaciazioni è tra le più strutturate e complete spiegazioni scientifiche finora formulate delle cause delle grandi glaciazioni del Pleistocene.
Storicamente vennero chiamati in causa fenomeni di vario genere: innanzitutto fenomeni di carattere strettamente regionale o comunque piuttosto circoscritti, ad altri più estesi, da un'inversione della polarità del campo magnetico terrestre ad una deviazione della Corrente del Golfo, fino addirittura allo sprofondamento della mitica Atlantide che avrebbe provocato una gigantesca ondata di marea con conseguente distacco di enormi blocchi di ghiaccio dalla banchisa polare che, migrati verso sud, avrebbero portato ad un abbassamento della temperatura nelle regioni più temperate.
Successivamente diversi studiosi giunsero a coinvolgere la meccanica celeste, formulando progressivamente una spiegazione astronomica del fenomeno.

## Fondamenti delle teorie astronomiche
Occorre prima di tutto considerare l'orbita ellittica che la Terra descrive intorno al Sole; se esistessero soltanto questi due corpi celesti, questa ellisse sarebbe indeformabile. Tuttavia la Terra è soggetta all'attrazione gravitazionale esercitata dagli altri pianeti che ne perturbano il moto deformando continuamente la traiettoria ellittica descritta dalla Terra.
 
Le conseguenze di questa deformazione sono:
- Un'oscillazione nel valore dell'eccentricità di questa ellisse, che varia progressivamente tra zero ed un massimo di 0,06;
- Un'oscillazione del piano dell'orbita, con un'ampiezza di circa 3 gradi;
- Uno spostamento del perielio che ruota lentamente nello stesso senso del moto terrestre, compiendo una rotazione intera in circa 110.000 anni.

### Influenza delle perturbazioni del moto sulla temperatura terrestre
Chiamata r la distanza della Terra dal Sole in un qualsiasi istante t, si osserva che la quantità di calore che la Terra riceve nel tempuscolo compreso tra t e dt è proporzionale a dt e inversamente proporzionale a {\displaystyle r^{2}}, onde la quantità di calore Q che la Terra riceve in un anno dal sole sarà data da
 

 dove k è un coefficiente di proporzionalità. Tuttavia è noto che la Terra ruota attorno al Sole seguendo la legge delle aree, pertanto, indicando con dθ l'angolo infinitesimo di cui ruota nel tempuscolo dt il raggio vettore che unisce la Terra al Sole, abbiamo:

 dove c è la costante delle aree. In conseguenza la formula (1), ricordando che in un anno la Terra compie una rotazione completa intorno al Sole, ovvero che l'angolo θ aumenta di 2π, diviene:

Conseguentemente, qualunque sia l'orbita della Terra, la quantità di calore che essa riceve in un anno è inversamente proporzionale alla costante delle aree, la quale è a sua volta proporzionale al parametro {\displaystyle p=a(1-e^{2})} in radice, dove a è il semiasse maggiore dell'orbita ed e è l'eccentricità dell'ellisse che, come detto, varia tra 0,06 e zero, il che dà per Q una variazione dell'ordine di 18/10.000. 
In definitiva pertanto la quantità di energia che la Terra riceve dal Sole in un anno può variare di 1/600. Ma questa quantità di energia che la Terra riceve, per la necessità di un equilibrio termico, è uguale a quella che la Terra irradia nello spazio, la quale è proporzionale alla quarta potenza della temperatura media espressa in kelvin. Ora, la temperatura media della Terra è di circa 300 K (27 °C), per cui la variazione della temperatura si quantifica in circa 1/10 di grado. In definitiva, le perturbazioni orbitali possono produrre una variazione della temperatura media annua della Terra dell'ordine di qualche decimo di grado.
Ma, anche se la variazione media appare marginale, può variare la distribuzione della temperatura nelle varie stagioni. Ed è proprio questo l'oggetto dello studio di diversi scienziati, ed in particolare di Milutin Milanković.

Chiamata per semplicità stagione calda quella in cui il giorno è più lungo della notte e stagione fredda l'altra, e definiti {\displaystyle T_{1}} il punto dell'orbita in cui si trova la Terra all'equinozio di primavera e {\displaystyle T_{2}} il punto opposto, in cui essa si trova all'equinozio d'autunno, la durata della stagione calda per l'emisfero boreale sarà misurata dal tempo che impiega la Terra per andare da {\displaystyle T_{1}} a {\displaystyle T_{2}}, mentre la durata della stagione calda per l'emisfero australe sarà data dal tempo necessario per andare da {\displaystyle T_{2}} a {\displaystyle T_{1}}. 
Poiché si è visto che la quantità di calore ricevuta dalla Terra in un tempuscolo dt è proporzionale all'angolo dθ descritto dal raggio vettore in questo tempuscolo, si deduce che la quantità di calore che l'emisfero nord riceve nella sua stagione calda è esattamente uguale a quella che riceve l'emisfero sud nella sua stagione calda. Tuttavia la durata delle stagioni non è la stessa, giacché è proporzionale all'area descritta dal raggio vettore per andare da {\displaystyle T_{1}} a {\displaystyle T_{2}} e quindi da {\displaystyle T_{2}} a {\displaystyle T_{1}} e perciò dipende dall'angolo che la retta {\displaystyle T_{1}T_{2}} forma con l'asse maggiore dell'orbita ellittica. Oggi questo angolo è di circa 78° e quindi la prima area è lievemente maggiore della seconda, per cui la stagione calda dura 187 giorni nell'emisfero boreale e 178 giorni nell'emisfero australe; quindi la stessa quantità di calore è diluita nell'emisfero nord in un numero maggiore di giorni e la stagione calda risulta un po' più lunga ma anche un po' più fresca che nell'emisfero australe.
Ma la retta {\displaystyle T_{1}T_{2}} che segna la linea degli equinozi, per il fenomeno della precessione degli equinozi, ruota compiendo una rivoluzione in circa 25.870 anni, mentre anche l'asse maggiore dell'ellisse, per causa delle perturbazioni, ruota in senso contrario in circa 110.000 anni, il che porta a stabilire che il punto {\displaystyle T_{1}} viene a coincidere con il perielio ogni 21.000 anni circa. In conseguenza, indicate con {\displaystyle C_{b}} e {\displaystyle C_{a}} rispettivamente la durata della stagione calda nell'emisfero boreale ed in quello australe, la differenza {\displaystyle C_{b}-C_{a}=D} sarà una funzione periodica nel tempo, con un periodo dell'ordine di ventimila anni. 
È inoltre evidente che D assume il massimo valore quando le due aree in cui la retta {\displaystyle T_{1}T_{2}} taglia l'ellisse descritta dalla Terra intorno al Sole presentano tra loro la massima differenza, e ciò avviene esattamente quando {\displaystyle T_{1}T_{2}} si dispone normalmente all'asse maggiore dell'ellisse. Inoltre, la differenza delle due aree è tanto maggiore quanto l'ellisse è più allungata, e cioè quanto maggiore è la sua eccentricità e.
Ora, a causa delle perturbazioni, abbiamo già visto che l'eccentricità dell'orbita terrestre varia lentamente oscillando tra 0,06 e zero. Così, ad esempio, circa 200.000 anni fa, l'eccentricità (che oggi è 0,016) era circa 0,057 e la retta {\displaystyle T_{1}T_{2}} (che oggi forma un angolo di circa 78° con l'asse maggiore dell'ellisse) era allora quasi normale ad esso: la differenza tra la durata delle stagioni calde nei due emisferi doveva pertanto essere assai più rilevante che attualmente.
Esiste inoltre un altro fattore astronomico da prendere in considerazione: l'inclinazione dell'eclittica è oggi di 23° 27', ma essa varia lentamente compiendo oscillazioni di circa 3° (da 24° 36' a 21° 58'). Questo influenza la distanza dei tropici dall'equatore e quella dei circoli polari dai poli, entrambe esattamente uguali all'inclinazione dell'eclittica: quindi, quando tale inclinazione diminuisce, i due tropici si avvicinano all'equatore ed i due circoli polari ai poli e viceversa. Variano quindi le estensioni della zona torrida, delle due zone temperate e delle due calotte polari, in modo analogo per i due emisferi, con l'effetto di attenuare il contrasto fra estate ed inverno in ugual modo nei due emisferi.
È a questo punto necessario chiedersi se questa attenuazione dei contrasti stagionali sia o meno favorevole al glacialismo: a questa domanda Milanković diede una risposta affermativa, mentre altri geofisici, tra cui soprattutto James Croll, sostengono l'esatto contrario.

## Le diverse ipotesi
Al loro apparire, le teorie astronomiche accesero molte speranze negli ambienti scientifici, che tuttavia andarono presto deluse in quanto tali teorie, pur legando l'alternarsi delle glaciazioni e delle epoche interglaciali alla variazione periodica degli elementi di meccanica celeste, lasciavano aperte molte domande e ne introducevano altre nuove, al punto da portare a ritenere che la sola variazione degli elementi astronomici non fosse sufficiente a determinare importanti variazioni climatiche, e che la sua azione fosse soltanto secondaria.

Fu merito del Milanković aver ripreso il problema e, mettendo in luce gli errori dei suoi predecessori, aver tolto di mezzo la maggior parte delle critiche avanzate contro tali teorie.

### L'ipotesi di Croll
Delle teorie astronomiche sulle origini delle epoche glaciali, quella del Croll, tra quelle antecedenti al lavoro di Milanković, è la più conosciuta e quella che, con le sue lacune, ha fornito i maggiori appigli alle critiche.
Secondo il Croll, l'origine delle variazioni climatiche secolari va ricercata nelle variazioni secolari dell'orbita terrestre, combinate col fenomeno della precessione degli equinozi e dello spostamento del perielio. Nessuna importanza è invece attribuita alle variazioni dell'inclinazione dell'eclittica. Dalla eccentricità dell'orbita dipende la diversa durata delle stagioni, mentre dalla precessione dipende la posizione dell'equinozio di primavera, e quindi se l'inverno di un dato emisfero avrà luogo con la Terra in perielio o in afelio. Abbiamo visto che, qualunque siano l'eccentricità e la posizione dell'equinozio, la quantità totale di radiazione solare che riceve un emisfero è uguale alla quantità ricevuta dall'emisfero opposto. Intuitivamente si comprende che, se durante una mezza rivoluzione la Terra è più prossima al Sole, ed è quindi maggiore l'intensità della radiazione ricevuta, durante l'altra mezza rivoluzione l'intensità della radiazione è minore, ma è più lunga la durata dell'insolazione. Però, proprio perché la durata dei due inverni non è la stessa, non sarà uguale l'intensità media giornaliera della radiazione ricevuta dai due emisferi durante i rispettivi inverni. Un emisfero avrà un inverno lungo e freddo, l'altro corto e relativamente caldo.
La precessione, combinata con lo spostamento del perielio, scambia il ruolo dei due emisferi ogni 10.500 anni circa; ogni emisfero dovrebbe perciò avere delle glaciazioni intercalate con epoche interglaciali, con periodo completo di 21.000 anni. Inoltre le glaciazioni dei due emisferi dovrebbero risultare alternate.
Fino a questo punto, la teoria del Croll non differisce da quella anteriore di Joseph-Alphonse Adhémar, il quale non tiene conto delle variazioni dell'eccentricità. Invece il Croll, pur accettando il periodo di 21.000 anni, osserva che l'intensità delle glaciazioni dipende proprio dalle variazioni dell'eccentricità, perché sono appunto queste che determinano sensibili variazioni nella durata delle stagioni. Le vere e proprie glaciazioni avverranno soltanto in periodi di massima eccentricità, mentre nelle epoche di minima si avranno fenomeni glaciali trascurabili o addirittura nulli. Poiché il periodo dell'oscillazione dell'eccentricità è assai lungo (circa 91.000 anni) e l'ampiezza non è costante, le epoche glaciali cadrebbero soltanto in corrispondenza dei massimi più accentuati e consisterebbero ciascuna in una breve successione di due o tre glaciazioni con un periodo di 21.000 anni circa ed alternate nei due emisferi. Basandosi sulla teoria delle perturbazioni secolari del moto terrestre elaborate da Urbain Le Verrier, il Croll assegna alle possibili grandi epoche glaciali le date dei massimi relativi più accentuati dell'eccentricità dell'orbita terrestre, ossia: 100 (e = 0,047), 210 (e = 0,0575), 750 (e = 0,0575), 850 (e = 0,747) e 950 (e = 0.0517) millenni avanti la propria epoca (1850). Le date 750 e 850 sono preferite da Charles Lyell, che stima le prime due troppo recenti, mentre il Croll, d'accordo con altri geologi, indica proprio le prime due come le più probabili.
Osserviamo che la teoria del Croll si accordava assai bene con le idee di John Tyndall, secondo il quale per avere molto ghiaccio occorreva un condensatore perfezionato. Ora, le condizioni termiche terrestri, nelle epoche di massima eccentricità, sarebbero state precisamente quelle richieste dal Tyndall: un emisfero, in fase glaciale, aveva inverni lunghi e freddi e fungeva da condensatore, mentre l'emisfero opposto, in fase interglaciale, forniva la quantità di vapore acqueo necessaria. È vero che l'emisfero in fase glaciale avrebbe avuto anche un'estate calda, ma questa sarebbe stata abbastanza corta e tale perciò da non consentire lo scioglimento completo delle nevi invernali.
Secondo queste vedute le epoche glaciali dovrebbero corrispondere alle epoche di massima escursione annua della radiazione ricevuta, e quindi della temperatura, o di massimo contrasto stagionale. Invece, secondo l'opinione di alcuni meteorologi più moderni, le condizioni per una estesa formazione glaciale sarebbero precisamente opposte a quelle indicate dal Croll. A favorire la formazione dei ghiacciai non sarebbe già un inverno lungo e freddo (anzi, un tale inverno vi si opporrebbe, come ad esempio in Siberia, dove non esistono formazioni glaciali permanenti) ma piuttosto un'estate fredda, la quale favorirebbe anche la discesa a valle dei ghiacciai. Come scrive Luigi De Marchi «una diminuzione della temperatura invernale non porta necessariamente la conseguenza di un aumento della precipitazione nevosa nelle alte regioni montuose(...) D'altra parte, l'aumento anche di pochi gradi della temperatura estiva può accelerare sensibilmente il processo di ablazione, e quindi di diminuzione del ghiacciaio. Le attuali espansioni periodiche dei ghiacciai corrispondono a periodi di maggiore piovosità, che sono anche periodi di minore escursione annua della temperatura e di minore contrasto termico tra continenti ed oceani, ossia a condizioni affatto opposte a quelle che avrebbero determinato la grande espansione glaciale nell'ipotesi di Croll».
Bisogna aggiungere che il Croll, intuendo l'insufficienza del suo argomento astronomico, ricorse al sussidio di molte altre cause fisiche di variazione climatica, le quali, una volta che il fenomeno glaciale avesse avuto inizio, in un'epoca astronomicamente favorevole, contribuirebbero a mantenerne e ad accrescerne l'effetto. In un certo senso, questa opera di adattamento della teoria ha avuto la sua utilità, in quanto ha portato alla dimostrazione che il fenomeno glaciale tende autonomamente a conservarsi e a rafforzarsi. Ma, nel complesso, la teoria non è accettabile; e questo ha molto contribuito a far credere che le teorie astronomiche non siano sufficienti a spiegare le grandi variazioni nel clima terrestre, giocando soltanto un ruolo secondario di fronte ad altre cause fisiche e geografiche.

### Il contributo di Milanković
Nessun altro dei numerosi autori che, dopo il Croll e prima del Milanković, hanno trattato del problema glaciale dal punto di vista astronomico ha portato un contributo essenziale alla questione. Col Milanković invece la teoria astronomica compie un passo avanti decisivo. Egli osserva che alla teoria del Croll possono muoversi obiezioni di carattere astronomico e di carattere meteorologico.

Le prime (un certo regolare avvicendarsi delle glaciazioni, l'alternanza nei due emisferi, ecc.) avrebbero potuto facilmente evitarsi qualora il Croll avesse impostato il problema dell'insolazione terrestre e delle sue variazioni secolari con maggiore rigore matematico.

Le seconde invece (specialmente l'attribuzione delle epoche glaciali alle epoche di massimi contrasti stagionali) derivano dal metodo empirico seguito nell'affrontare il problema, mancando un preliminare serio tentativo di determinazione matematica del clima.

Il contributo del Milanković può essere riassunto in tre punti.
- nell'aver impostato rigorosamente il problema astronomico dell'insolazione terrestre e delle sue variazioni secolari;
- nell'aver compreso la necessità, per liberarsi di ogni empirismo, di porre alla base delle ricerche paleoclimatiche lo studio preliminare del clima matematico;
- nell'aver dato, più che una nuova spiegazione delle epoche glaciali, un metodo per affrontare sistematicamente il loro studio.

#### La variabilità secolare dell'insolazione terrestre
Il problema va affrontato in due stadi successivi, partendo dallo studio dell'insolazione terrestre senza atmosfera (o, il che è lo stesso, al limite esterno dell'atmosfera), passando poi allo studio che tenga conto della presenza dell'atmosfera.

Il primo è un problema matematico di soluzione relativamente agevole ed è assai importante perché fornisce il dato fondamentale di tutta la climatologia, ossia la distribuzione e la variazione temporale della radiazione solare che arriva al limite superiore dell'atmosfera. Si tratta di variazioni assai regolari, alle quali fanno singolare riscontro quelle assai irregolari del clima, che delle prime sono necessaria conseguenza.
 
Il secondo problema è invece più complesso, trattandosi di valutare la quantità di radiazione solare che effettivamente giunge al suolo, tenendo conto sia dell'assorbimento atmosferico che della radiazione oscura emessa dall'atmosfera stessa. Poiché la composizione media attuale dell'atmosfera è sufficientemente nota, il problema non presenta particolari difficoltà, ma le incertezze su tale composizione nei periodi geologici aggiungono un'ovvia approssimazione sui dati conseguibili.

Il Milanković ha affrontato, nella sua opera, ambedue questi problemi, fornendo per esse soluzioni molto rigorose ed esaurienti.
Definita insolazione di un luogo la quantità di radiazione solare che ad un dato istante t colpisce nell'unità di tempo l'unità di superficie orizzontale di un determinato luogo terrestre di latitudine φ e longitudine λ, la indicheremo con {\displaystyle {\frac {dW}{dt}}}, che è pertanto una funzione del luogo e del tempo (cioè di φ, θ e t).

La variabilità col tempo si presenta attraverso la rotazione diurna della Terra, la sua rivoluzione annua attorno al Sole e la variazione secolare degli elementi del moto terrestre. Essendo tutte queste cause conosciute ed accessibili, possiamo ritenere questa funzione come completamente determinata.

Indicando con {\displaystyle I_{0}} la costante solare, con a l'unità astronomica (distanza media tra Terra e Sole), con ρ la distanza reale della Terra dal Sole all'istante generico t, con z, δ e ω la distanza zenitale, la declinazione e l'angolo orario del Sole nello stesso istante, e definito {\displaystyle \cos \omega _{0}=-\tan \phi \tan \delta } si hanno le formule fondamentali:

Questa formula risolve con tutto il rigore desiderato il problema del calcolo dell'insolazione terrestre in assenza di atmosfera. In essa il luogo figura attraverso φ e λ (che interviene attraverso ω), mentre il tempo figura attraverso ρ, δ e ω. Essa si presta assai bene per lo studio della variazione diurna dell'insolazione, poiché in tal caso si può porre praticamente ρ e δ costanti e far variare soltanto l'angolo orario ω del Sole, ma per lo studio delle variazioni annue e secolari dell'insolazione sarebbe molto scomoda.

Per questa ragione conviene sostituire le formule (4a) e (4b) con altre meno precise ma di più facile impiego, ed in particolare:

- l'insolazione media di un parallelo, ossia la quantità di radiazione solare che colpisce nell'unità di tempo l'intera striscia delimitata da due paralleli vicini, divisa per l'area della striscia, indicata con w. Una volta definito che {\displaystyle \cos \omega _{0}=-\tan \phi \tan \delta } e che {\displaystyle \omega _{0}} > 0, questa funzione dipende soltanto dalla latitudine φ del parallelo (e non più dalla longitudine λ) e, per quanto riguarda il tempo, non dipende più dal moto diurno, ma soltanto dal moto annuo e dalle variazioni secolari del moto terrestre. Moltiplicando la formula (4a) per dω, integrando tra {\displaystyle -\omega _{0}} e {\displaystyle +\omega _{0}} e dividendo per 2π, abbiamo:

Questa funzione si presta assai bene per lo studio delle variazioni annue dell'insolazione terrestre, ma meno bene per quelle secolari, essendo ancora troppo complicata.
- l'insolazione media di un parallelo nell'emisfero boreale (australe) in un giorno medio estivo boreale (australe), che indicheremo con {\displaystyle w_{e}}
({\displaystyle \ {\overline {w}}_{e}}), o in un giorno medio invernale boreale (australe), che indicheremo con {\displaystyle w_{h}} ({\displaystyle \ {\overline {w}}_{h}}). Queste quattro quantità dipendono sempre dalla latitudine, ma per quanto riguarda la dipendenza dal tempo, esse ne dipendono soltanto attraverso le variazioni secolari del moto terrestre. Esse possono pertanto essere sostituite assai vantaggiosamente nello studio delle variazioni secolari del clima alla w già definita, sebbene con minore precisione. Per calcolarle, indichiamo con {\displaystyle W_{e}}, {\displaystyle W_{h}} ({\displaystyle \ {\overline {W}}_{e}}, {\displaystyle \ {\overline {W}}_{h}}) le quantità di radiazione solare che colpiscono l'unità di superficie di latitudine assegnata boreale (australe), e con {\displaystyle T_{e}}, {\displaystyle T_{h}} ({\displaystyle \ {\overline {T}}_{e}}, {\displaystyle \ {\overline {T}}_{h}}) la durata delle stagioni estiva ed invernale boreale (australe). Allora possiamo porre, con sufficiente approssimazione:

Le variabili {\displaystyle W_{e}}, ecc. dipendono dalla latitudine {\displaystyle \phi }, e si dimostra che dipendono anche dall'inclinazione {\displaystyle \varepsilon } dell'eclittica e pochissimo dall'eccentricità e dell'orbita terrestre. Invece le variabili {\displaystyle T_{e}}, ecc. dipendono soltanto da e e dalla longitudine {\displaystyle \pi } del perielio contata dall'equinozio reale dell'epoca, il che ci porta a dire che {\displaystyle w_{e}} è una funzione di {\displaystyle \phi }, e, {\displaystyle \pi } ed {\displaystyle \varepsilon }.

Ora, denominando {\displaystyle \Delta \varepsilon } la variazione dell'inclinazione dell'eclittica (valore di {\displaystyle \varepsilon } all'epoca meno il valore attuale), e definendo con {\displaystyle T=T_{e}-T_{h}} la differenza di durata delle stagioni (durata della stagione calda meno durata della stagione fredda), si dimostrano le equazioni fondamentali per lo studio delle variazioni secolari dell'insolazione terrestre:

I coefficienti {\displaystyle {\frac {W_{e}^{0}}{T}}}, {\displaystyle {\frac {W_{h}^{0}}{T}}}, {\displaystyle {\frac {\Delta W_{e}^{0}}{T}}} e {\displaystyle {\frac {\Delta W_{h}^{0}}{T}}} e le quantità variabili {\displaystyle \Delta \varepsilon } e {\displaystyle \Delta T} vengono forniti da grafici e tabelle precalcolati.

#### La teoria secondo Milanković
Uno dei risultati più notevoli ottenuti dal Milanković sta nell'aver dimostrato che le variazioni secolari dell'insolazione terrestre derivanti dalle variazioni secolari degli elementi del moto della Terra sono, se correttamente calcolate, sufficienti a giustificare le importanti variazioni di alcuni fattori climatici, in particolare dell'escursione annua della temperatura.
Ma la teoria astronomica non basta da sola a fornire una spiegazione esauriente delle variazioni climatiche del passato: infatti la sola previsione dell'escursione annua della temperatura non basta a dare un quadro sufficientemente completo del clima, mancando ogni previsione matematicamente sicura sui dati relativi all'evaporazione, alla circolazione ed alla precipitazione del vapore acqueo. Finché il clima matematico non sarà in grado di ricostruire, almeno a grandi linee, la circolazione del vapore acqueo nell'atmosfera terrestre a partire dal dato fondamentale dell'insolazione, non rimane che riprendere la via empirica delle ipotesi, più o meno confortate dai dati odierni di osservazione.
Il Milanković - in accordo con alcuni autori, tra cui il De Marchi, ed in contrasto con altri, tra cui il Croll - ritiene che le condizioni più favorevoli per un'espansione glaciale siano quelle di minima escursione annua, ovvero di minimi contrasti stagionali.

Si ricade qui nel campo delle ipotesi. Comunque, una volta ammessa questa ipotesi, la teoria astronomica permette di calcolare, con grande precisione e per ogni luogo terrestre, le epoche in cui tali condizioni di minimo si sono verificate. Occorre però rilevare che il Milanković non ha sfruttato appieno tutte le possibilità della sua teoria, limitandosi ad una discussione generica e per una sola latitudine, pago di aver fornito uno strumento di indagine piuttosto che una teoria compiuta, mentre non sarebbe stato difficile elaborare un quadro completo dell'andamento secolare dei contrasti stagionali su tutto il globo terrestre.
A titolo di esempio, consideriamo due luoghi terrestri di latitudine 48° Nord e Sud: procedendo verso il passato, in un primo momento si vede crescere l'inclinazione dell'eclittica, che raggiunge un massimo attorno a 9.000 anni fa. Contemporaneamente a questo aumento di {\displaystyle \varepsilon }, che tende a far aumentare i contrasti stagionali in entrambi gli emisferi, si verifica una diminuzione di {\displaystyle \Delta T} (con {\displaystyle T_{e}<T_{h}} ) la quale tende anch'essa ad aumentare i contrasti stagionali nell'emisfero boreale.
Invece per l'emisfero australe la diminuzione di {\displaystyle \Delta T} tende a diminuire tali contrasti, giungendo praticamente a compensare l'aumento per il massimo di {\displaystyle \varepsilon }. Successivamente, attorno a 23.000 anni fa, per la diminuzione di {\displaystyle \varepsilon } e l'aumento concordante di {\displaystyle \Delta T}, si cade in un'epoca di minimi contrasti stagionali per l'emisfero boreale, mentre per l'emisfero australe continuano variazioni di scarsa entità. In conclusione, nei primi 25.000 anni passati si è verificato un sensibile e doppio capovolgimento delle condizioni climatiche del parallelo +48°, mentre per il corrispondente parallelo dell'emisfero australe le variazioni climatiche sono state contenute in limiti molto più ristretti. Il Milanković chiama questa oscillazione del clima boreale prima onda climatica.
A questo primo segue nell'emisfero boreale un secondo periodo durante il quale i contrasti stagionali non cambiano che in maniera poco significativa e che dura fino a circa 60.000 anni fa. A partire da questa epoca, e sempre procedendo verso il passato, ha inizio una seconda onda climatica per l'emisfero boreale che presenta, intorno a 72.000 anni fa, una nuova epoca di minimi contrasti stagionali. Procedendo ancora verso il passato, le epoche di minimi contrasti stagionali nelle quali, secondo il parere del Milanković, potrebbero avere avuto luogo fenomeni glaciali, sono le seguenti (in migliaia di anni addietro):
- per l'emisfero boreale: 23 (dubbia), 72, 116, 188, 230, 475
- per l'emisfero australe: 106, 197, 313, 465.

È assai probabile che la massima glaciazione abbia avuto luogo per l'emisfero boreale attorno a 188.000 anni fa. Poiché quello glaciale è un fenomeno che tende a rafforzarsi e conservarsi, si può pensare ad una grande epoca glaciale dall'anno -235.000 all'anno -180.000; un'altra epoca glaciale potrebbe essersi verificata attorno all'anno -475.000, con una lunga epoca interglaciale da questa data all'anno -235.000. Infine altre glaciazioni meno importanti e più recenti potrebbero avere avuto luogo intorno agli anni -116.000, -72.000 e, forse, -23.000.
Questi risultati, ai quali arriva il Milanković, sono confortati da alcune considerazioni derivanti dalla teoria del clima matematico, che esula dalla presente trattazione. Basti tuttavia considerare che le condizioni climatiche attorno all'anno -188.000, con la durata della stagione calda che superava quella della stagione fredda di circa 20 giorni e con un'inclinazione dell'eclittica relativamente piccola, risultano assai simili a quelle che la teoria del clima matematico indica per il cosiddetto Stato III: in queste condizioni, secondo appunto la teoria del clima matematico, in corrispondenza alla latitudine +48° l'insolazione dello Stato III equivale a quella dello stato attuale relativa ad una latitudine di circa 8° più a Nord; questo in pratica significa che all'epoca il massiccio alpino, che ha una latitudine media di circa 46°, si trovava nella situazione climatica che attualmente hanno le coste del Mar Baltico. Una glaciazione alpina sembra dunque possibile intorno a quell'epoca.